# Fokker F.XVIII
De F.XVIII is een driemotorige hoogdekker. De machine werd ontworpen als een passagiersvliegtuig en kon een maximum van zestien passagiers vervoeren. Met het ontwerp van de F.XVIII werd voortgeborduurd op het type F.XII waarbij de grootste aanpassingen zaten in de verbeterde vleugels, en in het verplaatsen van de besturingskabels en de dynamo's naar de binnenkant van de romp. Verder was de romp smaller en langer gemaakt, waarbij de bovenzijde een ronding kreeg. Al deze aanpassingen zorgden voor minder luchtweerstand en dus een hogere snelheid. Dit was belangrijk omdat kopers onder aanvoering van de KLM vroegen om een sneller en sterker vliegtuig voor intercontinentale routes, zoals naar Nederlands-Indië.

## Fokker F.XVIII bij KLM
De KLM bestelde in totaal vijf F.XVIII's en betaalde hier het bedrag van 70.000 gulden per stuk voor. De toestellen konden op twee manieren worden ingericht. Voor de Europese routes werden 13 passagiersstoelen gebruikt. Op de intercontinentale routes waren dit er zes.
Twee van de F.XVIII-toestellen schreven luchtvaartgeschiedenis, de Pelikaan en de Snip:

### DePelikaan
De PH-AIP Pelikaan vertrok op 18 december 1933 voor een versnelde kerstvlucht naar Batavia in het toenmalig Nederlands-Indië. Deze vlucht zou worden uitgevoerd door de snellere Fokker F.XX Zilvermeeuw, maar bij het warmdraaien trad een ernstige motorstoring op. In allerijl werd de Pelikaan toen startklaar gemaakt. Het lukte de bemanning onder gezagvoerder Iwan Smirnoff om de vlucht in een recordtijd te volbrengen. Op 22 december 1933 kwam het vliegtuig in Batavia aan, en vier dagen later vertrok het voor de retourvlucht. Ondanks slecht weer werd de terugweg nog iets sneller afgelegd, en in de avond van 30 december 1933 landde de Pelikaan op een koud en mistig Schiphol. Door de mist waren er vier landingspogingen nodig. Er waren meer dan 20.000 bezoekers toegestroomd om de vierkoppige bemanning, bestaande uit Iwan Smirnoff, Piet Soer, C.H. van Beukering en J. Grosfeld te huldigen. De landing werd rechtstreeks op de radio verslagen door Jan Broeksz.

### DeSnip
In 1934 maakte de KLM met de PH-AIS Snip de eerste trans-Atlantische vlucht. Vanwege de grote afstand werd het toestel gemodificeerd. Extra brandstof- en olietanks werden aangebracht en voorts werd het toestel voorzien van krachtiger motoren van het type Pratt and Whitney Wasp TD-1 met 550 pk elk. Verder werd de reis uitvoerig voorbereid en ondersteund. De Koninklijke Marine stationeerde halverwege de route de onderzeeboot Hr. Ms. K XVIII, en de KNSM zette diverse schepen in ter assistentie bij de navigatie. Het toestel vertrok op 15 december 1934 rond middernacht, met als bemanning gezagvoerder Jan Hondong, co-piloot Jan van Balkom, telegrafist Simon van der Molen en werktuigkundige Leo Stolk. Vanaf Amsterdam werd in een aantal dagen via Marseille, Alicante en Casablanca naar Praia op de Kaapverdische Eilanden gevlogen (de route was kort tevoren aangepast vanwege weersomstandigheden). Daar werd een pauze ingelast van een drietal dagen en werd de Snip klaargemaakt voor de oversteek van de Atlantische oceaan. Op 19 december 1934 vertrok de Snip en bereikte 17 uur later Paramaribo. Van daaruit werd doorgevlogen naar de eindbestemming Curaçao, waar men op 22 december landde. De afstand van in totaal 12.200 kilometer werd afgelegd in 54 uur en 27 minuten.
Op Curaçao werd de Snip het eerste vliegtuig van het West-Indisch Bedrijf van de KLM. De registratie werd gewijzigd in PJ-AIS. Een andere Fokker F.XVIII, de PH-AIO Oehoe, werd per boot naar Curaçao overgebracht en kreeg daar de registratie PJ-AIO. Na een ongeval moest het toestel bij Fokker in Amsterdam worden hersteld. Na terugkeer op Curaçao kreeg het toestel de naam Oriol (wielewaal) omdat de bevolking van de Antillen een uil als ongeluksvogel zag. Beide toestellen werden tot 1946 gebruikt en daarna gesloopt. Sinds 1992 worden de cockpit en de middenmotor van de Snip tentoongesteld in het Curaçao Museum te Willemstad.